# Liste der Bürgermeister von Sofia

Wappen der Stadt Sofia

Diese Liste führt die Bürgermeister von Sofia, der größten Stadt Bulgariens – Sofia – auf.
Die heutige bulgarische Hauptstadt Sofia blickt auf eine jahrhundertealte und wechselhafte Geschichte zurück. Nach archäologischen Funden, die hier eine etwa 8000 Jahre alte, steinzeitliche Siedlung nachweisen, ist Sofia eine der ältesten Städte Europas.
Im 7. Jahrhundert v. Chr. siedelte in diesem Gebiet der thrakische Stamm der Serden. Von ihnen leitete sich auch der antike Name der Stadt – Serdica ab. Philipp II., König von Makedonien eroberte 339 v. Chr. die Stadt. Nach der Eroberung durch die Römer 29 v. Chr. legten diese dort die „Ulpia Serdica“ an und bauten die Stadt zur Hauptstadt des Inneren Dakien aus. Unter dem römischen Kaiser Marcus Ulpius Trajan entwickelte sich Sofia von 98 bis 117 n. Chr. zu einer blühenden Metropole mit militärischer Bedeutung, hier kreuzten sich die antiken Straßen Via Militaris und die Via Trajana. 342 oder 343 n. Chr. fand dort die Reichssynode von Serdica mit über 300 Bischöfen aus ganz Europa statt. Das Scheitern des Konzils gilt als eine der Ursachen für die Spaltung der abendländischen christlichen Kirche.
447 wurde die Stadt von den Hunnen unter Attila und später von den Goten zerstört, jedoch später wiederaufgebaut. 809 wurde die Stadt vom bulgarischen Heer des Herrschers Krum eingenommen und gehörte seitdem zum Bulgarischen Reich (von 1018 bis 1194 unter byzantinischen Herrschaft). Da sich die Stadt im Zentrum seines Reiches befand, wurde sie in „Sredez“ (wörtlich: Mitte) umbenannt. Sie entwickelte sich erneut zu einem wichtigen strategischen und administrativen Zentrum. Im 14. Jahrhundert erhielt Sredez nach der Kirche „Sweta Sofia“ ihren heutigen Namen „Sofia“.
1386 wurde die Stadt von den Osmanen erobert und Verwaltungszentrum aller bulgarischen Gebiete, in der zeitweise eine Bevölkerung von über 71.000 Einwohner lebte.
Am 4. Januar 1878 befreite der russische General Gurko (1828–1901) während des Russisch-Türkischen Krieges die Stadt. Der Erste Bürgermeister Manoliki Taschew wurde vom Gouverneur der provisorischen russischen Zivilverwaltung von Sofia (1878–1879) Pjotr Alabin ernannt. Nach der Befreiung Bulgariens und der konstituierenden Versammlung, in Weliko Tarnowo, wurde Sofia zur Hauptstadt des neubegründeten bulgarischen Staates proklamiert.

## Liste
| #                       | Name (Lebensdaten)                 | Amtszeit                                | Partei                                                                 | Bemerkungen | Bild                 |
| 19. Jahrhundert         | 19. Jahrhundert                    | 19. Jahrhundert                         | 19. Jahrhundert                                                        | 19. Jahrhundert | 19. Jahrhundert      |
| Fürstentum Bulgarien    | Fürstentum Bulgarien               | Fürstentum Bulgarien                    | Fürstentum Bulgarien                                                   | Fürstentum Bulgarien | Fürstentum Bulgarien |
| ----------------------- | ---------------------------------- | --------------------------------------- | ---------------------------------------------------------------------- | --- | -------------------- |
| 01.                     | Manoliki Taschew (1835–1878)       | 10. Februar 1878 – 8. Juni 1878         |                                                                        | Einführung der der Straßenbeleuchtung mit Gaslaternen; gründete die Feuerwehr, die Kommission zur Erarbeitung des ersten Bebauungsplans unter Adolf Kolar |                      |
| 02.                     | Dimitar Chadschikozew              | 9. Juni 1878 – 1. August 1878           |                                                                        | Kauft neue Gaslaternen und verpflichtet die Zünfte zur Teilnahme an der Feuerwehr                                                                         |                      |
| 03.                     | Dimitar Dimow                      | 2. August 1878 – 29. Dezember 1878      |                                                                        | Verlegt den Friedhof, die Pferde- und Ochsenmärkte. Die Sofioter Bibliothek wurde gegründet                                                               |                      |
| 04.                     | Todoraki Peschow (1838–?)          | 30. Dezember 1878 – 13. September 1879  |                                                                        | Erster gewählter Bürgermeister, Umbau der verlassenen Große Moschee von Sofia zum ersten Sofioter Krankenhaus, Gründung des Sofioter Knabengymnasiums     |                      |
| 05.                     | Dimitar Trajkowitsch (1817–1880)   | 14. September 1879 – 30. Juni 1880      |                                                                        | Gründung des Mädchengymnasium, Erweiterung der Kanalisation und Straßenbeleuchtung                                                                        |                      |
| 06.                     | Todor Ikonomow (1835–1892)         | 1. Juli 1880 – 30. Dezember 1880        | Konservative Partei Bulgariens                                         | Einführung eines jährlichen Budgets, Vollendung des Bebauungsplans, Grundsteinlegung des Klassischen Knabengymnasium                                      |                      |
| 07.                     | Nikola Daskalow                    | 15. Februar 1881 – 30. September 1881   |                                                                        | |                      |
| 08.                     | Iwan Chadschienow (1843–1923)      | 1. Oktober 1881 – 29. April 1883        | Konservative Partei Bulgariens                                         | Umsetzung des Bebauungsplans mit der Errichtung neuer Straßen und Plätze, 1884 Anlegen des Parks Borissowa gradina                                        |                      |
| 09.                     | Nikola Suknarow (1849–1894)        | 30. April 1883 – 27. Dezember 1883      | Liberale Partei                                                        | frühzeitig vom Posten durch den Gemeinderat abgesetzt |                      |
| (2.)                    | Dimitar Chadschikozew              | 28. Dezember 1883 – 9. Mai 1884         |                                                                        | 2. Amtszeit als Interimsbürgermeister, Erweiterung der Grünanlagen                                                                                        |                      |
| (4.)                    | Todoraki Peschow (1838–?)          | 10. Mai 1884 – 24. August 1885          |                                                                        | 2. Amtszeit |                      |
| 10.                     | Iwan Slawejkow (1853–1901)         | 25. August 1885 – 19. Oktober 1886      | Demokratische Partei                                                   | |                      |
| 11.                     | Josif Kowatschew (1839–1898)       | 20. Oktober 1886 – 1. November 1887     |                                                                        | Umsetzung der ersten Regulierungsplans von Sofia |                      |
| (7.)                    | Nikola Daskalow                    | 21. November 1887 – 31. August 1888     |                                                                        | 2. Amtszeit |                      |
| 12.                     | Dimitar Petkow (1858–1907)         | 1. September 1888 – 7. Oktober 1893     | Volksliberale Partei                                                   | |                      |
| 13.                     | Christo Blagoew                    | 18. Oktober 1893 – 31. Mai 1894         |                                                                        | |                      |
| 14.                     | Iwan Gosew                         | 16. Juli 1894 – 15. Juli 1895           |                                                                        | |                      |
| 15.                     | Dimitar Mollow (1846–1914)         | 16. Juli 1895 – 30. September 1896      | Progressivliberale Partei                                              | |                      |
| 16.                     | Grigor Natschowitsch (1845–1920)   | 1. Oktober 1896 – 7. April 1897         | Konservative Partei Bulgariens                                         | |                      |
| 17.                     | Dimitar Jablanski (1859–1924)      | 8. April 1897 – 11. April 1899          | Volkspartei                                                            | |                      |
| 20. Jahrhundert         |                                    |                                         |                                                                        | |                      |
| 18.                     | Christo Popow (1858–1951)          | 12. April 1899 – 4. Januar 1901         | Liberale Partei                                                        | |                      |
| 19.                     | Petar Tschernew (1837–1917)        | 4. April 1901 – 23. September 1903      | Konservative Partei Bulgariens                                         | |                      |
| 20.                     | Petko Nikolow                      | 2. März 1904 – 7. Juli 1905             |                                                                        | |                      |
| 21.                     | Marin Todorow                      | 8. Juli 1905 – 21. März 1908            | Volksliberale Partei                                                   | |                      |
| 22.                     | Georgi Sarafow (1848–?)            | 22. März 1908 – 31. März 1908           | Progressivliberale Partei                                              | |                      |
| 23.                     | Atanas Chranow (1853–?)            | 1. April 1908 – 31. Juli 1908           | Demokratische Partei                                                   | |                      |
| Königreich Bulgarien    |                                    |                                         |                                                                        | |                      |
| 24.                     | Ewstati Kirkow                     | 1. August 1908 – 18. Oktober 1910       |                                                                        | |                      |
| 25.                     | Konstantin Batolow (1878–1938)     | 11. November 1910 – 17. August 1911     | Demokratische Partei                                                   | |                      |
| 26.                     | Charalampi Karastojanow            | 27. September 1911 – 22. Mai 1912       |                                                                        | |                      |
| 27.                     | Iwan Dimitriew Geschow (1854–1934) | 23. Mai 1912 – 11. Februar 1914         |                                                                        | |                      |
| 28.                     | Petko Todorow                      | 12. Februar 1914 – 18. März 1915        |                                                                        | |                      |
| 29.                     | Radi Radew                         | 23. Juni 1915 – 11. August 1918         |                                                                        | |                      |
| 30.                     | Georgi Kalinkow                    | 12. September 1918 – 5. September 1920  |                                                                        | |                      |
| (25.)                   | Konstantin Batolow (1878–1938)     | 6. September 1920 – 8. September 1922   | Demokratische Partei                                                   | 2. Amtszeit |                      |
| 31.                     | Krum Popow                         | 8. September 1922 – 9. Juni 1923        |                                                                        | |                      |
| 32.                     | Iwan Ploschtakow                   | 10. Juni 1923 – 13. Juli 1924           |                                                                        | |                      |
| 33.                     | Paskal Paskalew                    | 14. Juli 1924 – 16. April 1925          |                                                                        | Verstarb nach den Bombenanschlag auf die Kathedrale Sweta Nedelja                                                                                         |                      |
| 34.                     | Georgi Madscharow                  | 10. Juni 1925 – 13. November 1925       |                                                                        | |                      |
| 35.                     | Wladimir Wasow (1868–1945)         | 7. April 1926 – 14. März 1932           |                                                                        | |                      |
| 36.                     | Bojan Natschow                     | 14. März 1932 – 20. Februar 1933        |                                                                        | |                      |
| 37.                     | Charalampi Oroschakow              | 20. Februar 1933 – 25. Mai 1934         |                                                                        | |                      |
| 38.                     | Iwan Iwanow (1891–1965)            | 25. Mai 1934 – 9. September 1944        |                                                                        | |                      |
| 39.                     | Petar Slawinski (1909–1993)        | 10. September 1944 – 19. September 1944 |                                                                        | |                      |
| 40.                     | Aleski Kwartirnikow (1893–1977)    | 19. September 1944 – 22. März 1945      |                                                                        | |                      |
| 41.                     | Nikola Bronsow                     | 22. März 1945 – 29. Oktober 1945        |                                                                        | |                      |
| Volksrepublik Bulgarien |                                    |                                         |                                                                        | |                      |
| 42.                     | Slawtscho Stoilow                  | 1. November 1945 – 2. März 1948         | Bulgarische Kommunistische Partei                                      | |                      |
| 43.                     | Dobri Bradistilow                  | 2. März 1948 – 27. Mai 1949             | Bulgarische Kommunistische Partei                                      | |                      |
| 44.                     | Todor Schiwkow (1911–1998)         | 27. Mai 1949 – 1. November 1949         | Bulgarische Kommunistische Partei                                      | |                      |
| 45.                     | Iwan Paschow                       | 1. November 1949 – 22. Dezember 1952    | Bulgarische Kommunistische Partei                                      | |                      |
| 46.                     | Dimitar Popow                      | 22. Dezember 1952 – 7. September 1961   | Bulgarische Kommunistische Partei                                      | |                      |
| 47.                     | Georgi Petkow                      | 7. September 1961 – 20. September 1967  | Bulgarische Kommunistische Partei                                      | |                      |
| 48.                     | Georgi Stoilow (* 1929)            | 20. September 1967 – 11. November 1971  | Bulgarische Kommunistische Partei                                      | |                      |
| 49.                     | Iwan Penew (1933–1990)             | 11. November 1971 – 5. Dezember 1977    | Bulgarische Kommunistische Partei                                      | |                      |
| 50.                     | Petar Meschduretschki              | 7. März 1978 – 15. April 1986           | Bulgarische Kommunistische Partei                                      | |                      |
| 51.                     | Stefan Ninow                       | 15. April 1986 – 27. Juli 1990          | Bulgarische Kommunistische Partei                                      | |                      |
| Republik Bulgarien      |                                    |                                         |                                                                        | |                      |
| 52.                     | Aleksandar Karakatschanow          | 17. Oktober 1990 – 20. Oktober 1991     | Grüne Partei in Bulgarien, Als Teil der Vereinte Demokratischen Kräfte | |                      |
| 53.                     | Aleksandar Jantschulew             | 21. Oktober 1991 – 18. November 1995    | Union der Demokratischen Kräfte                                        | |                      |
| 21. Jahrhundert         |                                    |                                         |                                                                        | |                      |
| 54.                     | Stefan Sofijanski (* 1951)         | 19. November 1995 – 29. Juni 2005       | Union der Demokratischen Kräfte                                        | |                      |
| 55.                     | Minko Gerdschikow                  | 30. Juni 2005 – 9. November 2005        | Union der Demokratischen Kräfte                                        | Interimsbürgermeister |                      |
| 56.                     | Bojko Borissow (* 1959)            | 10. November 2005 – 27. Juli 2009       | GERB                                                                   | Wurde zum Ministerpräsidenten Bulgariens gewählt (siehe Wahlen 2009)                                                                                      |                      |
| (55.)                   | Minko Gerdschikow                  | 27. Juli 2009 – 23. November 2009       | Union der Demokratischen Kräfte                                        | Interimsbürgermeister |                      |
| 57.                     | Jordanka Fandakowa (* 1962)        | 24. November 2009 – 13. November 2023   | GERB                                                                   | Am längsten im Amt |                      |
| 58.                     | Wassil Tersiew (* 1978)            | 13. November 2023 – amtierend           | PP-DB                                                                  | |                      |